# NGC 6736
NGC 6736 este o galaxie situată în constelația Păunul. A fost descoperită în 8 iunie 1836 de către John Herschel. Se află la o distanță de 60,84 de megaparseci de Pământ.